# Dekanat Lubochnia
Dekanat Lubochnia – jeden z 21 dekanatów diecezji łowickiej. 
W skład dekanatu wchodzą następujące parafie:
- Parafia Przemienienia Pańskiego w Budziszewicach
- Parafia św. Małgorzaty, dziewicy i męczennicy w Czerniewicach
- Parafia św. Michała Archanioła w Inowłodzu
- Parafia św. Jakuba Apostoła w Krzemienicy
- Parafia Wniebowzięcia Najświętszej Maryi Panny w Lubochni
- Parafia Przemienienia Pańskiego w Sierzchowach
- Parafia Matki Bożej Królowej Korony Polskiej w Spale
- Parafia św. Bartłomieja Apostoła w Żelechlinku

Dziekan dekanatu Lubochnia
- ks. kan.  Tomasz Bojanowski – proboszcz w parafii Wniebowzięcia Najświętszej Maryi Panny w Lubochni

Wicedziekan
- ks. Zbigniew Kaliński - proboszcz w parafii Przemienienia Pańskiego w Budziszewicach

Ojciec duchowny
- ks. kan. Marek Wysocki – proboszcz w parafii Przemienienia Pańskiego w Sierzchowach